# Georges Cartier (1929-1994)
Pour les articles homonymes, voir Georges Cartier et Cartier.
Georges Cartier est un bibliothécaire, professeur, poète et romancier québécois né à L'Assomption le 4 avril 1929 et décédé le 6 septembre 1994. Il est le fondateur de la Bibliothèque nationale du Québec.

## Jeunesse et formation
Georges Cartier est né à L'Assomption en 1929, où il poursuit un enseignement classique. Il a pratiqué le piano dès sa tendre enfance, ce qui lui a permis de gagner le prix Archambault et de poursuivre des études en musique. Au collège de L’Assomption, il écrit son premier roman, ce qui lui a permis de s’intéresser davantage à la littérature. Il s’inscrit par la suite à la faculté des lettres de l’Université de Montréal et obtient en 1951 une licence en littérature et études gréco-latines. 
En 1952, il obtient un baccalauréat en bibliothéconomie et bibliographie et un doctorat en 1955. En 1988,  l’Université de Moncton lui décerne un doctorat honorifique en lettres. 
De 1956 à 1958, il poursuit des études au Collège de France. 

## Vie professionnelle
La carrière professionnelle de Georges Cartier commence en 1952 en tant que coordonnateur des services techniques, puis directeur de la commission des écoles catholiques de Montréal.  
En 1958, de retour au Québec, il obtient un le poste de directeur au Collège Sainte-Marie de Montréal avec comme mandat de voir à l’organisation et au développement de sa bibliothèque, laquelle servira plus tard de fondation à celle de l’UQAM lors de sa création en 1969.  
En 1960, il est engagé par le recteur de l’Université de Montréal qui souhaite réaffirmer la visée universitaire de l’École de bibliothécaires. Le rapport qu’il rédige alors préside à la fondation de l’École de bibliothéconomie, laquelle est officiellement intégrée à l’Université en 1961.
Plus tard cette année-là, il repart pour Paris afin de diriger le Service de distribution de l’information aux pays membres à l’Unesco et fonder un Centre de documentation pour les correspondants étrangers. Il occupe cet emploi pendant un peu plus de 3 ans. 
En 1964, il devient conservateur de la Bibliothèque Saint-Sulpice. 
En 1967, il accède au poste conservateur en chef de la Bibliothèque Nationale du Québec. Entre 1973 et 1977, Georges Cartier devient professeur et directeur de l’école de bibliothéconomie de l’Université de Montréal (EBSI). 
En 1989, Georges Cartier prend sa retraite. Il meurt d'un cancer en 1994.

### Un bibliothécaire engagé
En 1964, à la demande de M. Guy Frégault, alors sous-ministre des Affaires culturelles, il rentre au Québec pour diriger la Bibliothèque Saint-Sulpice avec pour objectif de donner à cette institution le statut de bibliothèque nationale. Son mandat consiste d'abord à rénover l'édifice, acquis par l’État en 1941 et ouvert au public en 1944, puis à doter l'institution d'une mission et un statut nationaux . 
En 1967, il fait un stage de perfectionnement à la Bibliothèque nationale de France. La même année, l'Assemblée législative de la province de Québec adopte une loi qui institue la Bibliothèque nationale du Québec (BNQ) et Georges Cartier en devient le conservateur en chef. Il affirme à cette occasion  «croire en l’avenir d’une bibliothèque nationale et surtout réaliser cet avenir, c’est le travail d’un peuple conscient de l’importance qu’il faut accorder à l’acquisition, la conservation et la diffusion de la pensée humaine sous forme d’écrits. »
Lors des événements de la crise d'Octobre en 1970, les forces policières investissent la Bibliothèque nationale du Québec. Les policiers demandent à Cartier que les dossiers des lecteurs, avec les listes des ouvrages consultés, leur soient remis en invoquant que « dans les livres, on peut apprendre à fabriquer des bombes ». Cartier rejette catégoriquement cette exigence et demande un entretien avec le chef de police à la suite duquel les policiers se retirent de la Bibliothèque nationale. 
En 1973, une directive ministérielle est acheminée au conservateur en chef, le sommant « de transférer tous les manuscrits littéraires et culturels, y compris les cartes et plans non publiés, les photographies originales et les microfilms de documents non publiés aux Archives de la province ». La demande crée une crise majeure nommée « l’Affaire des manuscrits » par les instances médiatiques. Georges Cartier s’oppose férocement à cette directive et mène un ardent combat pour faire renverser la décision, notamment en la dénonçant dans les médias et en sensibilisant les différents acteurs et organismes des domaines affiliés (bibliothèques, chercheurs, éditeurs, etc.) sur la pertinence de la présence de ces documents dans une bibliothèque. Il perd finalement la bataille et, le 22 janvier 1973, il donne sa démission à la Bibliothèque nationale du Québec. 
De 1973 à 1977, il est professeur et directeur de l'École de bibliothéconomie de l’Université de Montréal. 
Dans une réflexion sur l'engagement social des bibliothécaires dans les années 1970 et 1980, Cartier est identifié comme un des leaders qui ont marqué l'évolution de la profession.

### Un homme de lettres[6]
Il contribue, parallèlement à son engagement dans les bibliothèques, à la vie littéraire québécoise en collaborant aux éditions de l’Hexagone, aux Rencontres de poètes québécois. Il agit aussi comme membre de jurys littéraires, de comités de lecture et de comités scientifiques.
Il est l'auteur, de 1950 jusqu'à sa mort, de plusieurs recueils de poésie, de récits, de romans. Son œuvre comprend, par ailleurs, une cinquantaine de textes radiophoniques et des conférences dont certaines ont été publiées. 

## Georges Cartier et l'AIESI
Après un colloque international de trois jours entre le 17 et 20 mai 1977, l’Association Internationale des Écoles en Sciences de l’information (AIESI) a vu le jour à Genève. Elle regroupe les écoles et les organismes de formation de bibliothécaires et documentalistes, utilisant le français comme langue d’enseignement. Cette association est le résultat d’une initiative de la part de Georges Cartier,  qui remarque en dirigeant l’EBSI, que cette école est agréée par l’American Library Association (ALA), membre de CCLS, CALS, AALS, toutes des associations anglophones, et constate par conséquent l’utilité et la nécessité de regrouper ces écoles sous une association qui les représente. Georges Cartier propose alors un projet au recteur de l’Université de Montréal et à l’Association des Universités partiellement ou entièrement de langue française (AUPELF), qui l’approuvent aussitôt.
En 1976 et à la suite de l’approbation de son projet Georges Cartier est désigné président du comité d’organisation qui a tenu deux réunions en août 1976 et mars 1977 pour préparer le colloque de Genève. 

## Œuvres
- Chanteaux : poèmes, 1954-1974, Montréal, La Presse, 1976, 251 p. (ISBN 0-7777-0137-5)
- Dans les fougères de l'enfance : récits, Saint-Laurent, Fides, 1993, 243 p. (ISBN 2-7621-1687-2)
- Au delta de l'âme : élégies, Outremont, Carte blanche, 2001, 49 p. (ISBN 2-922291-91-X)
- Hymnes : Isabelle, Montréal, Editions de Muy, 1954?, 91 p.
- Jacques Cartier : l'odyssée intime, Montréal, Le Jour, 1991, 303 p. (ISBN 2-89044-437-6)
- Laves et neiges : poème, Montréal, les Editions du Muy, 1955?
- La Mort à vivre, Malines, Aux Editions du C.E.L.F., Les Cahiers de la Tour de Babel ; no 77, 1955, 44 p.
- Notre-Dame du Colportage - roman, Montréal, Guérin littérature, 1987, 286 p. (ISBN 2-7601-1947-5)
- Obscure navigation du temps : poème autographe,, Montréal, les Éditions du Muy, 1956?
- Le Poisson pêché - roman, Montréal, le Cercle du livre de France, 1964, 22 p.
- avec Lucie Rouillard, Les Relations culturelles internationales du Québec, Québec, Centre d'études politiques et administratives du Québec Ecole nationale d'administration publique, Collection Bilans et perspectives ; no 3, 1984, 317 p. (ISBN 2-920112-23-6)

Le fonds d’archives de Georges Cartier (MSS28) est conservé au centre BAnQ Vieux-Montréal de Bibliothèque et Archives nationales du Québec.

## Honneurs
- 1960 : Boursier du Conseil des Arts du Canada
- 1977 : Boursier du Conseil des arts du Canada
- 1955 : Prix Interfrance de poésie
- 1964: Prix du Cercle du livre de France
- 1988 : Doctorat honoris causa ès lettres de l’Université de Moncton, Contribution au développement et au rayonnement de la culture, des arts et des sciences de l’information au Québec et à l’étranger